# Olympische Sommerspiele 1972/Leichtathletik – 50 km Gehen (Männer)
Das 50-km-Gehen der Männer bei den Olympischen Spielen 1972 in München wurde am 3. September 1972 ausgetragen. Start und Ziel war das Olympiastadion München. 36 Athleten nahmen teil, von denen 29 das Ziel erreichten. Diese Disziplin wurde 1976 aus dem Programm gestrichen, 1980 jedoch wieder aufgenommen.
Olympiasieger wurde Bernd Kannenberg aus der Bundesrepublik Deutschland. Silber gewann Weniamin Soldatenko aus der Sowjetunion, Bronze ging an Larry Young aus den USA.
Für die Bundesrepublik Deutschland – offiziell Deutschland – traten zudem an: Gerhard Weidner, Platz sechs, und Horst-Rüdiger Magnor, Platz sechzehn.

Die DDR wurde vertreten durch: Peter Selzer, Platz fünf, Karl-Heinz Stadtmüller, Platz elf, und Christoph Höhne, Platz vierzehn.

Der Schweizer Alfred Badel musste das Rennen aufgeben.

Geher aus Österreich und Liechtenstein nahmen nicht teil.

## Bestleistungen / Rekorde

### Bestehende Bestleistungen / Rekorde
Weltrekorde wurden damals im Straßengehen wegen der unterschiedlichen Streckenbeschaffenheiten außer für auf Bahnen erzielten Zeiten nicht geführt.
| Weltbestleistung   | 3:52:45 h | Bernd Kannenberg ( BR Deutschland) | Bremen, BR Deutschland (heute Deutschland) | 27. Mai 1972     |
| Olympischer Rekord | 4:11:12 h | Abdon Pamich ( Italien)            | OS Tokio, Japan                            | 18. Oktober 1964 |

### Rekordverbesserung
Der bundesdeutsche Olympiasieger Bernd Kannenberg verbesserte den bestehenden olympischen Rekord im Wettbewerb am 3. September um 15:00,4 min auf 3:56:11,6 h. Seine eigene Weltbestleistung verfehlte Kannenberg um 3:26,6 min.

## Durchführung des Wettbewerbs
Die Geher traten am 3. September zu ihrem Wettkampf an. Vorkämpfe gab es nicht.

## Endergebnis und Wettbewerbsverlauf

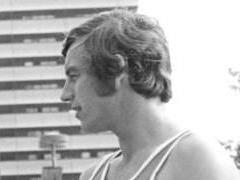
Der elftplatzierte Karl-Heinz Stadtmüller

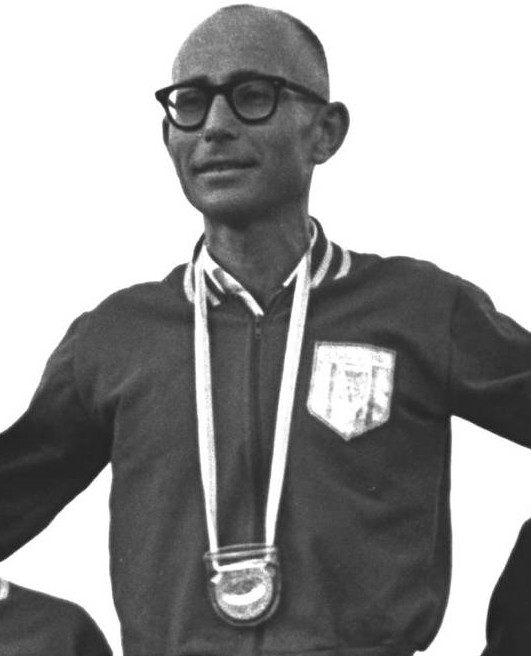
Shaul Ladany belegte Rang neunzehn

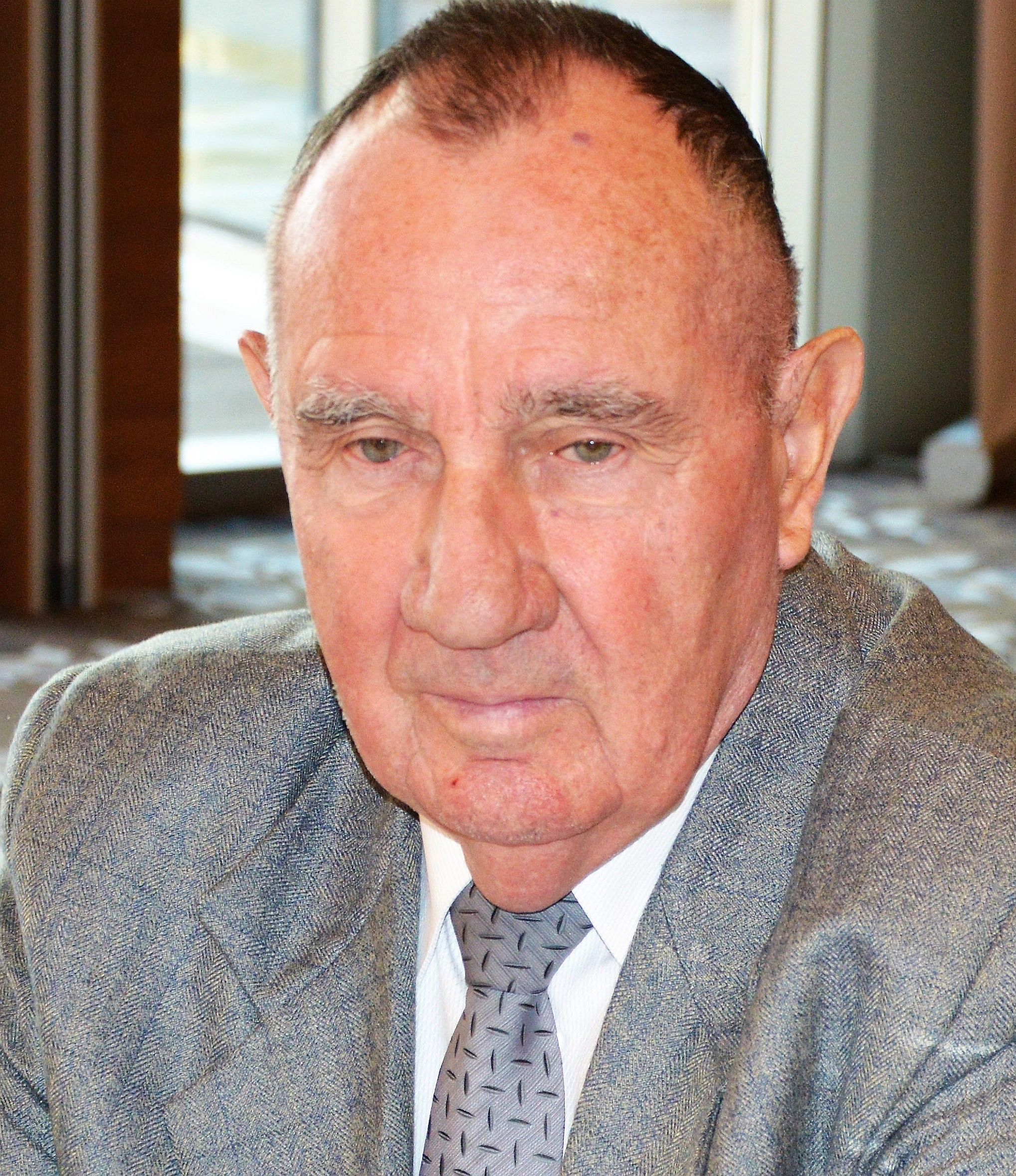
Der Olympiazweite von 1968 Antal Kiss kam auf den 26. Platz

Datum: 3. September 1972, 14:00 Uhr
| Platz | Name                   | Nation         | Zeit        | Anmerkung |
| ----- | ---------------------- | -------------- | ----------- | --------- |
| 1     | Bernd Kannenberg       | BR Deutschland | 3:56:11,6 h | OR        |
| 2     | Weniamin Soldatenko    | Sowjetunion    | 3:58:24,0 h |           |
| 3     | Larry Young            | USA            | 4:00:46,0 h |           |
| 4     | Otto Bartsch           | Sowjetunion    | 4:01:35,4 h |           |
| 5     | Peter Selzer           | DDR            | 4:04:05,4 h |           |
| 6     | Gerhard Weidner        | BR Deutschland | 4:06:26,0 h |           |
| 7     | Vittorio Visini        | Italien        | 4:08:31,4 h |           |
| 8     | Gabriel Hernández      | Mexiko         | 4:12:09,0 h |           |
| 9     | Paul Nihill            | Großbritannien | 4:14:09,4 h |           |
| 10    | Charles Sowa           | Luxemburg      | 4:14:21,2 h |           |
| 11    | Karl-Heinz Stadtmüller | DDR            | 4:14:28,8 h |           |
| 12    | Hans Tenggren          | Schweden       | 4:16:37,6 h |           |
| 13    | Daniel Björkgren       | Schweden       | 4:20:00,0 h |           |
| 14    | Christoph Höhne        | DDR            | 4:20:43,8 h |           |
| 15    | Stefan Ingvarsson      | Schweden       | 4:21:01,0 h |           |
| 16    | Horst-Rüdiger Magnor   | BR Deutschland | 4:21:53,4 h |           |
| 17    | William Weigle         | USA            | 4:22:52,2 h |           |
| 18    | John Warhurst          | Großbritannien | 4:23:21,6 h |           |
| 19    | Shaul Ladany           | Israel         | 4:24:38,6 h |           |
| 20    | Raúl González          | Mexiko         | 4:26:13,4 h |           |
| 21    | Alex Oakley            | Kanada         | 4:28:42,6 h |           |
| 22    | János Dalmati          | Ungarn         | 4:32:23,2 h |           |
| 23    | Domenico Carpentieri   | Italien        | 4:33:10,6 h |           |
| 24    | Kjell Georg Lund       | Norwegen       | 4:34:23,4 h |           |
| 25    | Howard Timms           | Großbritannien | 4:34:43,8 h |           |
| 26    | Antal Kiss             | Ungarn         | 4:34:45,0 h |           |
| 27    | Steve Hayden           | USA            | 4:36:07,2 h |           |
| 28    | Adalberto Scorza       | Argentinien    | 4:42:41,4 h |           |
| 29    | Ole David Jensen       | Dänemark       | 4:57:13,8 h |           |
| DNF   | Alfred Badel           | Schweiz        |             |           |
| DNF   | Jean-Claude Decosse    | Frankreich     |             |           |
| DNF   | Karl-Heinz Merschenz   | Kanada         |             |           |
| DNF   | José Oliveros          | Mexiko         |             |           |
| DNF   | Jan Ornoch             | Polen          |             |           |
| DSQ   | Abdon Pamich           | Italien        |             |           |
| DSQ   | Sergei Grigorjew       | Sowjetunion    |             |           |
| DNS   | Ion Benga              | Rumänien       |             |           |
| DNS   | Vasile Dumitrescu      | Rumänien       |             |           |
| DNS   | Winicjusz Nowosielski  | Polen          |             |           |
| DNS   | Andrzej Siennicki      | Polen          |             |           |
| DNS   | Ilja Popow             | Bulgarien      |             |           |
| DNS   | Yuri Penalba           | Nicaragua      |             |           |

| Zwischenzeiten      | Zwischenzeiten | Zwischenzeiten   | Zwischenzeiten |
| Zwischenzeit- Marke | Zwischenzeit   | Führender        | 10-km-Zeit     |
| ------------------- | -------------- | ---------------- | -------------- |
| 10 km               | 45:55 min      | Bernd Kannenberg | 45:55 min      |
| 20 km               | 1:32:59 h00    | Bernd Kannenberg | 47:04 min      |
| 30 km               | 2:20:03 h00    | Bernd Kannenberg | 47:04 min      |
| 40 km               | 3:07:52 h00    | Bernd Kannenberg | 47:49 min      |
| 50 km               | 3:56:12 h00    | Bernd Kannenberg | 48:20 min      |

Favorisiert waren der sowjetische Europameister von 1971 Weniamin Soldatenko und Bernd Kannenberg aus Deutschland, der im Mai des Olympiajahres eine neue Weltbestzeit aufgestellt hatte.
Von Beginn an wurde ein sehr hohes Tempo gegangen. Die Zwischenzeiten lagen weit unter den bei früheren großen Veranstaltungen wie Olympischen Spielen oder Europameisterschaften aufgestellten Werten. An der Spitze ging vor allem Kannenberg, sein einziger Begleiter bis Kilometer 35 war Soldatenko, alle anderen Geher lagen deutlich zurück. Der sowjetische Europameister war mit einer Verwarnung belastet und musste nun mit Rücksicht auf eine saubere Gehtechnik etwas verlangsamen. Dadurch setzte sich Bernd Kannenberg ab und konnte bis zum Ziel einen Vorsprung von über zwei Minuten herausarbeiten.
Bei seinem Olympiasieg verbesserte er Abdon Pamichs olympischen Rekord um mehr als fünfzehn Minuten. Insgesamt sieben Geher blieben unter der bisherigen Bestmarke. Weniamin Soldatenko hatte ebenfalls mehr als zwei Minuten Vorsprung auf den US-Geher Larry Young, der sich das Rennen sehr gut eingeteilt hatte und von hinten kommend immer weiter nach vorne stieß. Zum Schluss gewann er wie 1968 die Bronzemedaille. Die Plätze vier bis sechs belegten Otto Bartsch aus der UdSSR, der DDR-Geher Peter Selzer und Gerhard Weidner aus der Bundesrepublik Deutschland. Der Olympiasieger von 1968, Christoph Höhne, kam mit über 24 Minuten Rückstand auf den Sieger als Vierzehnter ins Ziel.
Mit 46 Jahren war der Kanadier Alex Oakley der älteste Teilnehmer im Feld. In München nahm er zum vierten Mal an Olympischen Spielen teil.

## Videolinks
- 50 km marcha - JJOO Múnich 1972, youtube.com, abgerufen am 27. November 2017
- Highlights of 1972 Munich Olympics Long Distance Race Walk event (50km) part 1, youtube.com, abgerufen am 29. September 2021